# Flowood
Flowood és una població dels Estats Units a l'estat de Mississipi. Segons el cens del 2000 tenia 4.750 habitants.

## Demografia
Segons el cens del 2000, Flowood tenia 4.750 habitants, 2.130 habitatges, i 1.145 famílies. La densitat de població era de 112,7 habitants per km².
Dels 2.130 habitatges en un 29% hi vivien nens de menys de 18 anys, en un 39,8% hi vivien parelles casades, en un 10,5% dones solteres, i en un 46,2% no eren unitats familiars. En el 35% dels habitatges hi vivien persones soles el 3,1% de les quals corresponia a persones de 65 anys o més que vivien soles. El nombre mitjà de persones vivint en cada habitatge era de 2,23 i el nombre mitjà de persones que vivien en cada família era de 2,99.
Per edats la població es repartia de la següent manera: un 23,5% tenia menys de 18 anys, un 16,1% entre 18 i 24, un 41% entre 25 i 44, un 15,1% de 45 a 60 i un 4,4% 65 anys o més.
L'edat mediana era de 29 anys. Per cada 100 dones de 18 o més anys hi havia 92 homes.
La renda mediana per habitatge era de 40.333 $ i la renda mediana per família de 49.767 $. Els homes tenien una renda mediana de 37.500 $ mentre que les dones 29.773 $. La renda per capita de la població era de 21.875 $. Entorn del 10,3% de les famílies i el 13,9% de la població estaven per davall del llindar de pobresa.

## Poblacions més properes
El següent diagrama mostra les poblacions més properes.